# 中川京子
中川 京子（なかがわ きょうこ）は、日本のピアニスト。東京藝術大学音楽学部卒業。

## 経歴
1978年の日本音楽コンクール入賞後に演奏活動を開始。多方面のメディアへの出演、教育のための収録、などを行う中、フレデリック・ショパンの楽曲のみで構成された演奏会を数多く企画。1992年には日本ショパン協会の第159回例会にも出演。
自身のこれまでのリサイタルライブ録音を集めたCD「Mozart・Chopin～中川京子ピアノ・リサイタルより～」をリリース。後進の指導にも積極的で、日本各地で行われているピアノ・コンクールの審査員を務めている。

## 受賞
- 1978年 第47回日本音楽コンクール ピアノ部門 第2位
- 1991年 「大阪文化祭賞」本賞
- 第1回 ヨーロッパ・ジュニア特別優秀指導者賞